# Josef Kunt
Josef Kunt (1904 – 1982) byl československý meziválečný šermíř, později šermířský trenér a činovník. Byl celý život spjat s plzeňským sportovním šermem. Je považován za nejvýznamnějšího plzeňského šermíře všech dob.[zdroj⁠?!] Šermovat začal v roce 1927.
Výborně ovládal všechny tři zbraně – šavli, fleret i kord, s kterým dosáhl svých nejlepších úspěchů. V roce 1932 vyhrál v Praze turnaj nezvítězivších a od té doby se začíná jeho jméno objevovat na čestných místech mezi vítězi různých soutěží. Zúčastnil se pěti světových šampionátů.
Na olympijských hrách v Berlíně 1936 zajistil kordovému mužstvu ČSR vítězství nad tehdy velmi obávaným Maďarskem 9:7, když porazil všechny členy soupeřova družstva. V soutěži jednotlivců skončil v prvním kole.
Reprezentační kariéru ukončil v roce 1937, kdy dovršil na domácím šampionátu v Plzni svou sérii tří mistrovských titulů v řadě.

## Úspěchy
- Trojnásobný mistr Československa v šermu kordem v letech 1935 – 1937.

## Ocenění
- Držitel veřejného vyznamenání za zásluhy a rozvoj československé tělesné výchovy II. a III. Stupně
- Titul čestný trenér